# Sovietul Uniunii
Sovietul Uniunii (în rusă Совет Союза), era una dintre cele două camere ale Sovietului Suprem al Uniunii Sovietice, camera inferioară, ai cărei deputați erau aleși prin vot secret, în conformitate cu principiile democrației sovietice. Norma de reprezentare era de un deputat pentru 300.000 de locuitori.

## Scurt istoric
Până la epoca glasnostului și până la alegerile din 1989, numai comuniștii puteau să-și depună candidaturile pentru alegeri. Sovietul Uniunii reprezenta interesele tuturor cetățenilor țării, indiferent de apartenența națională, spre deosebire de Sovietul Naționalităților. 
Sovietul Uniunii avea aceleași drepturi și competențe ca și Sovietul Naționalităților, inclusiv aceleași drepturi la inițiativă legislativă. 
Sovietul Uniunii alegea un președinte, care conducea sesiunile camerei, cei patru vicepreședinți și comisiile permanente.